# Stari Strilîșcea, Jîdaciv
Stari Strilîșcea (în ucraineană Старі Стрілища) este un sat în așezarea urbană Novi Strilîșcea din raionul Jîdaciv, regiunea Liov, Ucraina.

## Demografie
Componența lingvistică a localității Stari Strilîșcea
     Ucraineană (100%)
Conform recensământului din 2001, toată populația localității Stari Strilîșcea era vorbitoare de ucraineană (100%).